# معاهدة المساعدة المتبادلة السوفيتية الفرنسية
كانت معاهدة المساعدة المتبادلة السوفيتية الفرنسية معاهدة ثنائية بين فرنسا والاتحاد السوفيتي بهدف تطويق ألمانيا النازية في عام 1935 لتقليل التهديد من أوروبا الوسطى. وقد سعى إلى تحقيق هذه الغاية مكسيم ليتفينوف، وزير الخارجية السوفييتي،  ولويس بارتو، وزير الخارجية الفرنسي، الذي اغتيل في أكتوبر/تشرين الأول 1934، قبل انتهاء المفاوضات.
وكان خليفته، بيير لافال، متشككًا في جدوى وقيمة التحالف مع الاتحاد السوفييتي. ومع ذلك، بعد إعلان إعادة تسليح ألمانيا في مارس/آذار 1935، أجبرت الحكومة الفرنسية وزير الخارجية المتردد على استكمال الترتيبات الذي بدأها بارتو مع موسكو.

## تصديق
تم إبرام الاتفاق في باريس في 2 مايو 1935 وصادقت عليه الحكومة الفرنسية في فبراير 1936. تم تبادل التصديقات في موسكو في 27 مارس 1936، ودخلت الاتفاقية حيز التنفيذ في اليوم نفسه. وقد تم تسجيلها في سلسلة معاهدات عصبة الأمم في 18 أبريل 1936.
وكان لافال قد اتخذ الاحتياطات اللازمة لضمان أن تكون اتفاقية المعاهدة الثنائية متوافقة بشكل صارم مع الأحكام المتعددة الأطراف في ميثاق عصبة الأمم ومعاهدات لوكارنو. في الممارسة العملية، يعني هذا أنه لا يمكن تقديم المساعدة العسكرية من قبل أحد الموقعين على ميثاق لوكارنو إلى الآخر إلا بعد تقديم ادعاء بالعدوان غير المبرر إلى عصبة الأمم، والحصول على موافقة الموقعين الآخرين على ميثاق لوكارنو (المملكة المتحدة وإيطاليا وبلجيكا).
لم يعد الميثاق الفرنسي السوفييتي هو ما خطط له بارتو في الأصل، لكنه ظل يخدم غرض العمل كتهديد دبلوماسي أجوف بحرب على جبهتين إذا اتبعت ألمانيا سياسة خارجية عدوانية. اعتبرت معظم قوى لوكارنو أن الاتفاق لن يكون سوى وسيلة لجرها إلى حرب انتحارية مع ألمانيا لصالح السوفييت.
وقد شكلت هذه المعاهدة تحولاً واسع النطاق في السياسة السوفييتية في المؤتمر السابع للكومنترن من موقف مؤيد للمراجعة ضد معاهدة فرساي إلى سياسة خارجية أكثر توجهاً نحو الغرب، كما كان ليتفينوف هو الذي دافع عنها.

## العواقب
في 16 مايو 1935، وقعت معاهدة التحالف التشيكوسلوفاكية السوفيتية بعد المعاهدة السوفيتية مع فرنسا، التي كانت الحليف الرئيسي لتشيكوسلوفاكيا.
برر أدولف هتلر إعادة تسليح منطقة الراينلاند من خلال التصديق على الميثاق الفرنسي السوفييتي من قبل البرلمان الفرنسي، وادعى أنه شعر بالتهديد منه. وفي البرلمان البريطاني، صرح رئيس الوزراء البريطاني السابق ديفيد لويد جورج، الذي كان متعاطفًا مع ألمانيا، قائلاً: "إذا سمح السيد هتلر بحدوث ذلك دون حماية بلاده، لكان خائنًا للوطن". 
كانت الأحكام العسكرية في المعاهدة الفرنسية السوفييتية عديمة الفائدة عملياً بسبب شروطها المتعددة، مثل ضرورة موافقة بريطانيا وإيطاليا على أي إجراء. وقد تعرضت فعاليتها للتقويض بشكل أكبر بسبب رفض الحكومة الفرنسية المستمر لقبول اتفاقية عسكرية تنص على كيفية تنسيق الجيشين لأعمالهما في حالة نشوب حرب ضد ألمانيا. وكانت النتيجة عبارة عن ميثاق رمزي للصداقة والمساعدة المتبادلة، والذي لم تكن له عواقب تذكر بخلاف رفع مكانة الطرفين.
ولكن بعد عام 1936، فقد الفرنسيون اهتمامهم، وأدركت أوروبا كلها أن الاتفاق كان مجرد حبر على ورق. بحلول عام 1938، أدت سياسات الاسترضاء التي نفذها رئيس الوزراء البريطاني نيفيل تشامبرلين ورئيس الوزراء الفرنسي إدوارد دالادييه إلى إنهاء الأمن الجماعي وتشجيع العدوان الألماني بشكل أكبر. لقد أثبت ضم ألمانيا للنمسا في عام 1938 واتفاقية ميونيخ، التي أدت إلى تفكيك تشيكوسلوفاكيا في عامي 1938 و1939، استحالة إقامة نظام أمن جماعي في أوروبا،  وهي السياسة التي دعا إليها ليتفينوف.   وقد أدى هذا، بالإضافة إلى إحجام الحكومتين البريطانية والفرنسية عن التوقيع على تحالف سياسي وعسكري شامل مع السوفييت ضد ألمانيا  إلى إبرام ميثاق مولوتوف-ريبنتروب بين الاتحاد السوفييتي وألمانيا في أواخر أغسطس/آب 1939،  والذي أشار إلى الانفصال الحاسم للاتحاد السوفييتي عن فرنسا من خلال تحوله إلى حليف اقتصادي لألمانيا.

## نص
المادة 1
في حالة تعرض فرنسا أو الاتحاد السوفييتي لتهديد أو خطر العدوان من جانب دولة أوروبية، فإن الاتحاد السوفييتي وفرنسا يلتزمان بشكل متبادل بالشروع في مشاورات متبادلة فورية بشأن التدابير التي يجب اتخاذها من أجل مراعاة أحكام المادة 10 من ميثاق عصبة الأمم.
المادة 2
في حالة ما إذا كانت فرنسا أو الاتحاد السوفييتي، في ظل الظروف الموصوفة في المادة 15، الفقرة 7، من ميثاق عصبة الأمم، وعلى الرغم من النوايا السلمية الأصيلة للبلدين، عرضة لعدوان غير مبرر من جانب دولة أوروبية، فإن الاتحاد السوفييتي وفرنسا سيقدمان لبعضهما البعض على الفور المساعدة المتبادلة.
المادة 3
مع الأخذ بعين الاعتبار حقيقة أنه وفقًا للمادة 16 من ميثاق عصبة الأمم، فإن كل عضو في عصبة الأمم يلجأ إلى الحرب خلافًا للالتزامات المتعهد بها في المواد 12 أو 13 أو 15 من الميثاق يعتبر بحكم الواقع أنه ارتكب عملاً حربيًا ضد جميع الأعضاء الآخرين في عصبة الأمم، تلتزم فرنسا والاتحاد السوفييتي بشكل متبادل، [إذا كانت أي منهما هدفًا لعدوان غير مبرر]، بتقديم المساعدة الفورية في تفعيل تطبيق المادة 16 من الميثاق.
ويتحمل الطرفان نفس الالتزام في حالة تعرض فرنسا أو الاتحاد السوفييتي للعدوان من جانب دولة أوروبية في ظل الظروف الموصوفة في المادة 17، الفقرتين 1 و3، من ميثاق عصبة الأمم.
بروتوكول التوقيع
المادة 1
ويفهم أن تأثير المادة 3 هو إلزام كل طرف متعاقد بتقديم المساعدة الفورية للطرف الآخر في الامتثال فورًا لتوصيات مجلس عصبة الأمم بمجرد الإعلان عنها بموجب المادة 16 من الميثاق. وقد تم الاتفاق أيضاً على أن الطرفين المتعاقدين سوف يعملان معاً لتحفيز توصيات المجلس بالسرعة التي تتطلبها الظروف، وأنه إذا لم يقدم المجلس، لأي سبب كان، أي توصية أو لم يتوصل إلى قرار بالإجماع، فإن التزام المساعدة سوف يتم تنفيذه مع ذلك....

## ملحوظات
1. ↑  "Maksim Litvinov". Encyclopaedia Britannica. 22 مارس 2024.
2. ↑  "Mr. LLOYD GEORGE: I am coming to..." TheyWorkForYou.
3. ↑  Beloff، Max (1950). "Soviet Foreign Policy, 1929–41: Some Notes". Soviet Studies. ج. 2 ع. 2: 123–137. DOI:10.1080/09668135008409773.
4. ↑  Resis، Albert (2000). "The Fall of Litvinov: Harbinger of the German–Soviet Non-Aggression Pact". Europe-Asia Studies. ج. 52 ع. 1: 33–56. DOI:10.1080/09668130098253. S2CID:153557275.
5. ↑  Uldricks، Teddy J. (1977). "Stalin and Nazi Germany". Slavic Review. ج. 36 ع. 4: 599–603. DOI:10.2307/2495264. JSTOR:2495264.
6. ↑  Carley، Michael Jabara (1993). "End of the 'Low, Dishonest Decade': Failure of the Anglo–Franco–Soviet Alliance in 1939". Europe-Asia Studies. ج. 45 ع. 2: 303–341. DOI:10.1080/09668139308412091.
7. ↑  Watson، Derek (2000). "Molotov's Apprenticeship in Foreign Policy: The Triple Alliance Negotiations in 1939". Europe-Asia Studies. ج. 52 ع. 4: 695–722. DOI:10.1080/713663077. S2CID:144385167.